# Collegium Canisianum

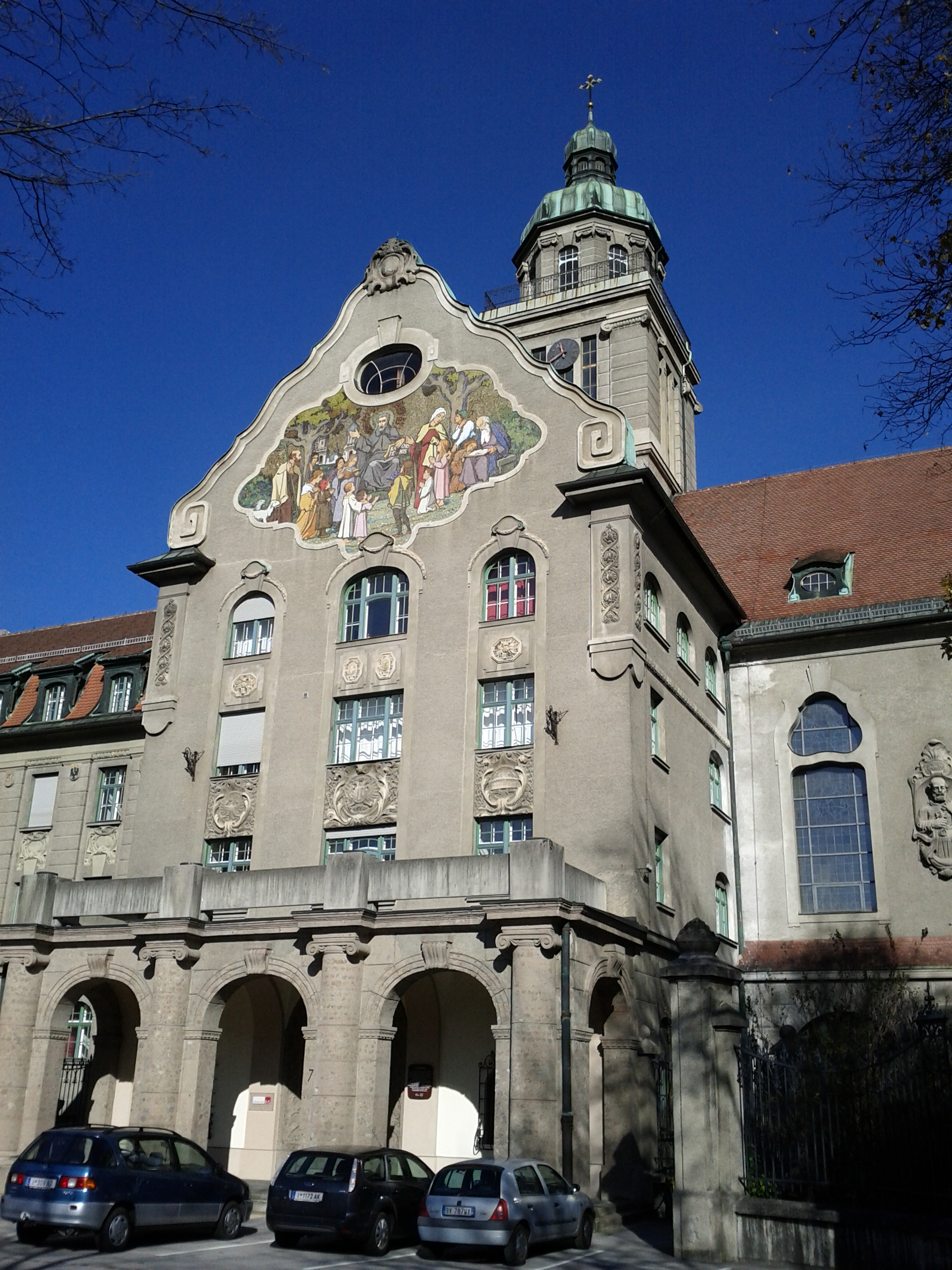
La facciata principale del Canisianum

Il Collegium Canisianum o semplicemente Canisianum di Innsbruck è un seminario internazionale di teologia della chiesa cattolica, retto dai padri della Compagnia di Gesù, ed è uno dei più importanti in Austria.

## Storia
Il Canisianum venne disegnato nel 1910/11 da Padre Michael Hofmann, costruito e messo sotto la protezione San Pietro Canisio, rimpiazzando il precedente seminario teologico Nicolaihaus.
Durante la prima guerra mondiale accolse gli studenti del Collegium Germanicum sfollati da Roma, dal 1915 al 1919. Il 21 novembre 1938 venne chiuso dai Nazionalsocialisti austriaci e poté essere riaperto solo nell'ottobre del 1945.
Nell'estate del 2013 il collegio internazionale si è trasferito nella sede dei gesuiti di Innsbruck nella Sillgasse. L'edificio che continuerà a portare il nome di Canisianum verrà adibito all'uso di residenza studentesca.

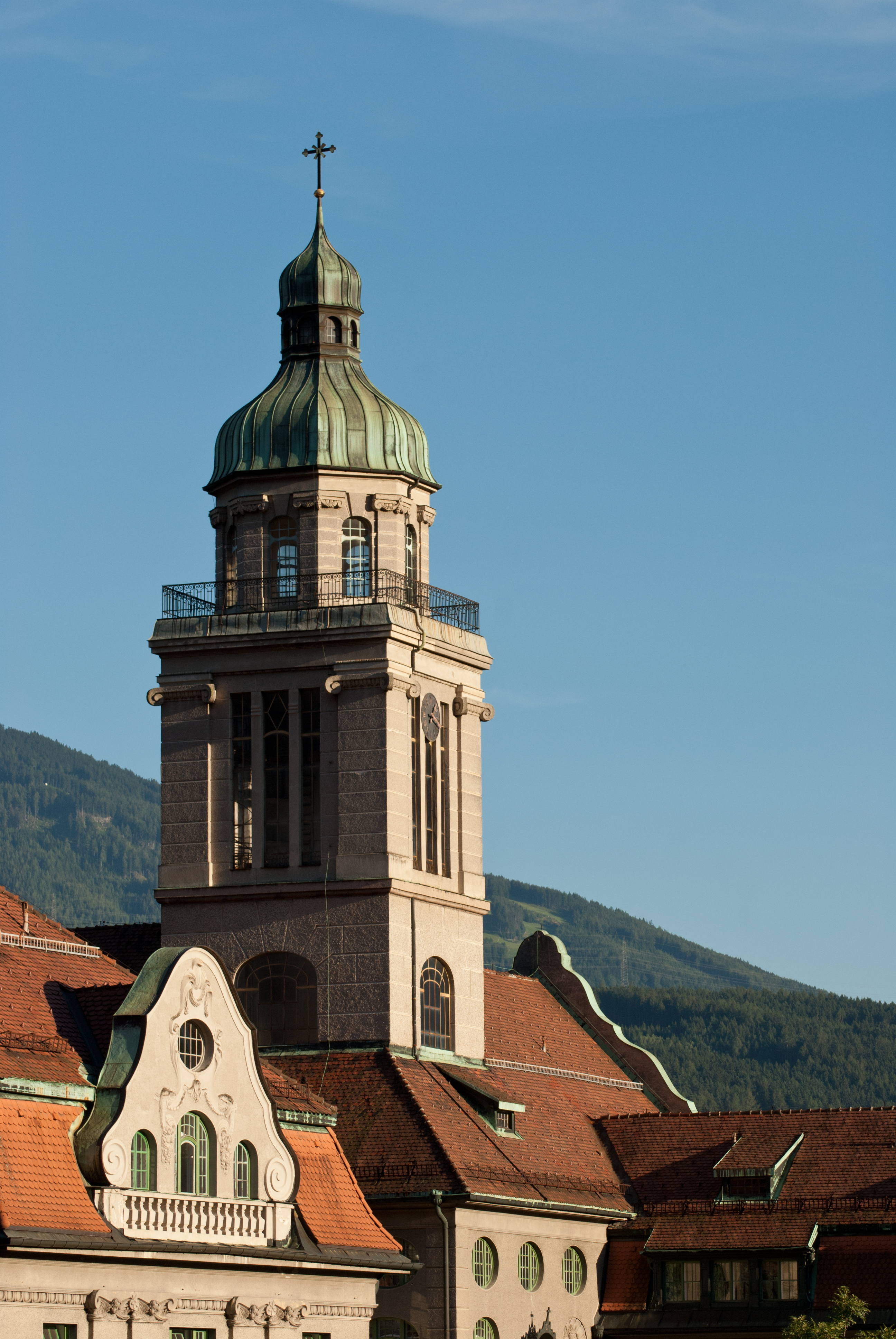
La torre del Canisianum

## Personalità ex-alunni del collegio
- Clemente Šeptyc'kyj (1869-1951), esarca di Russia e Siberia, beatificato nel 2001
- Nykyta Budka (1877-1959), vescovo titolare di Patara, beatificato nel 2001
- Clemens August von Galen (1878-1946), vescovo di Münster, cardinale, beatificato nel 2005
- Edward J. Flanagan (1886-1948), frate, fondatore di Boys Town negli Stati Uniti
- Joseph Richard Frings (1887-1978), arcivescovo di Colonia, cardinale
- Andrij Ischtschak (1887-1941), professore all'Accademia Teologica di Lviv (Lemberg), beatificato nel 2001
- Vilmos Apor (1892-1945), vescovo di Győr, beatificato nel 1997
- Bernhard Hürfeld (1892-1966), fondatore del Canisianum a Lüdinghausen
- Josyf Ivanovycè Slipyj (1892-1984), cardinale
- Giorgio di Sassonia (1893-1943), principe
- Michael Keller (1896-1961), vescovo di Münster
- Paulus Rusch (1903-1986), vescovo di Innsbruck
- Bruno Wechner (1908-1999), primo vescovo di Feldkirch
- Myroslav Ivan Ljubačivs'kyj (1914-2000), cardinale
- Reinhold Stecher (1921-2013), vescovo di Innsbruck
- Antons Justs (1931), vescovo di Jelgava in Lituania
- Ivo Muser (1962), vescovo di Bolzano-Bressanone